# Ima Robot
Ima Robot ist eine aus Los Angeles stammende Alternative-Rock-Band, die Mitte der 1990er Jahre gegründet wurde. Gründungsmitglieder sind Alex Ebert (Sänger), Tim Anderson (Gitarre, später Produzent der Dead Man’s Bones) und Oliver „Oligee“ Goldstein (Keyboard). Sie unterschrieben einen Plattenvertrag mit Virgin Records, die 2003 ihre ersten zwei Singles Dynomite und Alive herausbrachten (aus dem Album Ima Robot). 2006 wechselte der Schlagzeuger der Rockband Oleander zu Ima Robot. Im September desselben Jahres brachten sie ihr zweites Album Monument to the Masses heraus.
Einem größeren Publikum wurden Ima Robot dadurch bekannt, dass sie mit Greenback Boogie das Titellied zur amerikanischen TV-Serie Suits beisteuerten.

## Diskografie
Alben
- 2003: Ima Robot (Virgin Records)
- 2006: Monument to the Masses (Virgin Records)
- 2010: Another Man's Treasure (Werewolf Heart)